# Fahad Al-Dhanhani
Fahad Mohamed Ahmed Hassan Al Dhanhani, noto semplicemente come Fahad Al-Dhanhani (in arabo فهد الضنحاني‎?; Fujaira, 3 settembre 1991), è un calciatore emiratino, portiere del Baniyas.

## Carriera

### Nazionale
Ha fatto il suo debutto con la Nazionale di calcio degli Emirati Arabi Uniti il 26 Marzo 2019 nella partita amichevole contro la Siria.

## Palmarès

### Club

#### Competizioni nazionali
- UAE Arabian Gulf Cup: 1

Al Wahda: 2015-16
- UAE Super Cup: 1

Al Wahda: 2012